# CIAM
CIAM este un acronim care se referă la Congrès International d'Architecture Moderne, un forum mondial al arhitecților și criticilor de arhitectură, fondat în 1928 și dezmembrat în 1959, care a constat dintr-o serie de unsprezece conferințe dedicate arhitecturii moderniste.

## Conferințe
Cele unsprezece conferințe ale CIAM au fost următoarele 
- 1928, CIAM I, La Sarraz, Elveția, Fondarea CIAM
- 1929, CIAM II, Frankfurt, Germania, tema conferinței a fost Locuința minimală (The Minimum Dwelling)
- 1930, CIAM III, Bruxelles, Belgia, tema conferinței a fost Dezvoltarea rațională a terenului (Rational Land Development)
- 1933, CIAM IV, Atena, Grecia, tema conferinței a fost Orașul funcțional (The Functional City)
- 1937, CIAM V, Paris, Franța, tema conferinței a fost Locuința și recuperarea (Dwelling and Recovery)
- 1947, CIAM VI, Bridgwater, Anglia, tema conferinței a fost Reconstrucția orașelor (Reconstruction of the Cities)
- 1949, CIAM VII, Bergamo, Italia, tema conferinței a fost Artă și arhitectură (Art and Architecture)
- 1951, CIAM VIII, Hoddesdon, Anglia, tema conferinței a fost Inima orașului (The Heart of the City)
- 1953, CIAM IX, Aix-en-Provence, Franța, tema conferinței a fost Habitatul uman
- 1956, CIAM X, Dubrovnik, Iugoslavia, tema conferinței a fost Habitatul uman
- 1959, CIAM XI, Otterlo, Țările de Jos, tema conferinței a fost dezmembrarea CIAM de către Team X (cunoscută și ca Echipa 10)